# ジェームズ・オグルヴィ (第6代フィンドレイター伯爵)
第6代フィンドレイター伯爵および第3代シーフィールド伯爵ジェームズ・オグルヴィ（James Ogilvy, 6th Earl of Findlater and 3rd Earl of Seafield、1714年ごろ – 1770年11月3日）は、スコットランド貴族。1730年から1764年までデスクフォード卿の儀礼称号を使用した。

## 生涯
第5代フィンドレイター伯爵および第2代シーフィールド伯爵ジェームズ・オグルヴィと1人目の妻エリザベス（第7代キノール伯爵トマス・ヘイの娘）の息子として、1714年ごろに生まれた。
青年期に大陸ヨーロッパを旅して、1740年までにホレス・ウォルポールと知り合った。
製造業と農業の発展に興味を示し、1752年にデスクフォードで大型の漂白場を作り、カレンでリネンとダマスク織工場を設立した。バンフシャーの農業発展にも力を入れ、カブを使用した輪栽式農業を導入した。また特定の改良農法の採用に同意し、農地の囲い込みを行った場合、借地契約を長期にすることに同意した。
1754年から1761年までスコットランド関税委員（Commissioner of Customs）、1765年から1770年までスコットランド警察卿（Lord of Police）を務めた。
1764年7月9日に父が死去すると、フィンドレイター伯爵位とシーフィールド伯爵位を継承した。
1770年11月3日にカレン・ハウスで自殺、カレンで埋葬された。息子ジェームズが爵位を継承した。

## 家族
1749年6月9日、メアリー・マレー（Mary Murray、1720年3月3日 – 1795年12月29日、初代アソル公爵ジョン・マレーの娘）と結婚、2男をもうけた。
- ジェームズ（英語版）（1750年4月10日 – 1811年10月5日） - 第7代フィンドレイター伯爵、第4代シーフィールド伯爵[1]
- ジョン（1763年没[4]）